# 23 블래스트
《23 블래스트》(영어: 23 Blast)는 미국에서 제작된 딜런 베이커 감독의 2013년 스포츠 드라마 영화이다. 이 영화는 베이커의 첫 영화 연출작이다. 마크 햅카 등이 출연하였다.

## 출연진
- 마크 햅카
- 브램 후버
- 알렉사 베이가
- 맥스 애들러
- 스티븐 랭
- 베키 앤 베이커
- 딜런 베이커
- 킴벌리 조 지머
- 티머시 버스필드
- 프레드 돌턴 톰프슨
- 아이제이아 휘틀록 주니어
- 크리스털 헌트